# Kamijevo
Kamijevo (cyr. Камијево) – wieś w Serbii, w okręgu braniczewskim, w gminie Veliko Gradište. W 2011 roku liczyła 299 mieszkańców.